# アーバンデザイナー
アーバンデザイナー（Urban Designer）とは、都市計画業務において、都市のデザインをおこなう職能。この場合のデザインの意味合いは広く、まちづくりや地域やまちのデザイン等を専門に手掛ける職業や専業にしている人たちをも意味している。「都市デザイナー」（都市デザイン）、「都市環境デザイナー」（都市環境デザイン）、「環境デザイナー」（環境デザイン）などと呼ばれることもある。丹下健三は以前建築雑誌 1958年1月号　都市計画・特集、都市設計家の確立、都市計画に対する質問、という小論を著し、都市設計家を提示したことがある。
個々の建物や施設の質を追求するというよりは、
- 都市（街・町・地域）全体としての調和・景観の美しさ
- 住民や訪問者にとっての地域全体として利用しやすさ

などを重視する。

## 主なアーバンデザイナー
- 北沢猛 - アーバンデザイナー。東京大学大学院新領域創成科学研究科 東京大学大学院工学系研究科兼任教授。都市デザインと空間計画に関する実践と実証研究を。横浜市企画調整局都市デザイン・グループ, 柏の葉UDCKセンター長など
- 中農一也（かつて那覇市役所都市デザイン室に勤務）
- 鈴木エドワード - ハーバードでアーバンデザインを専攻
- 大村虔一 - 仙台市総合計画審議会会長、宮城大学教授
- 土田旭 - 地域づくり計画策定、都市計画家、アーバンデザイナー。都市環境研究所で代表所員（会長）。代表作に日立駅前地区都市デザイン、幕張新都心など
- 林泰義 - 足助町ほか、全国各地でアーバンデザインを実践
- 浅田孝、田村明　-　横浜市都市デザインのルーツ
- 国吉直行 - 横浜市の都市デザイン行政を担当。横浜市立大学国際総合科学部特別契約教授。
- 岩崎駿介 - 筑波大学教授、横浜市などで実践を
- 望月真一 - 日本の建築家、都市プランナー、アーバンデザイナー、環境デザイナー、都市コンサルタントアトリエUDI都市設計研究所
- 曽根幸一 - 都市計画家。建築家。アーバンデザイナーで都市デザインの観点から建築を捉える姿勢をとっている
- 倉田直道 - 建築家・都市デザイナー（工学院大学建築都市デザイン学科教授、早稲田大学芸術学校講師
- 堀池秀人 - 建築家、都市デザイナー、マサチューセッツ工科大学 MIT 客員教授等も
- 千葉貴司 - 建築家、都市デザイナー
- 高橋志保彦 - 建築家。アーバンデザイナー。神奈川大学名誉教授
- 出口敦 -  日本の都市研究者、都市計画家、アーバンデザイナー。九州大学大学院人間環境学研究院都市
- 鳴海邦碩 - 日本の都市環境デザイン研究家。アーバンデザイナー。大阪大学大学院ビジネスエンジニアリング専攻
- ビクター・グルーエン - ウィーン出身の建築家、都市計画家、アーバンデザイナー。アメリカ合衆国内のショッピングセンターを数多く手がける
- 金錫澈 - 都市設計家であり建築家。セマングム干拓地問題では環境と地域を生かす代案を提示
- エドモンド・ベーコン - フィラデルフィアでアーバンデザイナーとして活躍。アーバンデザイナーの定義において、真のアーバンデザイナーに必要なのは、建築家と都市計画家と行政官を兼ね備えた人物と
- 原昭夫 - 那覇市役所、世田谷区役所で住宅政策とまちづくり、建築と都市デザイン等の業務に従事
- レム・コールハース - ハーバード大学大学院デザイン学部における“建築実践と都市デザイン”の教授も
- 後藤春彦 - 早稲田大学助手、宮城県中新田町都市デザイン企画専門官 も。都市設計と地域計画の両面から都市・地域景観に関する研究に
- 神田駿 - 日本とアメリカで建築設計、都市デザイン、環境デザイン、まちづくりなどを手がけながら、教育にも
- 鈴木崇英 - 都市計画コンサルタントの株式会社UG都市設計を設立。代表取締役を
- パーシー・ジョンソン・マーシャル - 1959年からエディンバラ大学で教鞭をとり、1964年には都市設計および地域計画講座教授に就任した
- 萬羽敏郎 - まちづくり活動家もほか都市設計家、建築家としても
- アルヴァ・アールト - 文教都市オタニエミ都市設計の他オタニエミ工科大学のキャンパス計画と建物も
- 田中滋夫 - 株式会社都市デザイン代表。都市デザインを、現場を通じて実践することを目指している
- マイケル・ジョーンズ (ラグビー選手) - オークランド大学で学位学士号、文学修士号のほかに都市設計学士号を得ている
- ヘンリ・フリッツクロフト - ウエスト・エンド (ロンドン)における都市設計および複数のカントリー・ハウスの設計に携わる
- 山中知彦 - 専門分野は景観・都市デザイン、まちづくり活動支援で、住宅や住環境の設計
- 木下康子 - UR都市再生機構都市デザインチームリーダーも務める
- 渡辺真理 (建築家) - 法政大学教授。専門は建築意匠のほか、都市デザインを
- 及川清昭 - 立命館大学理工学部建築都市デザイン学科教授
- イボン・ライディン - 市計画の最高権威の一人であり、イギリス政府の建築、都市デザイン、公共スペースに関する諮問機関であるCommission for Archite
- 坂本英之 - ドイツ政府給費留学・シュトゥットガルト大学都市デザイン研究所客員研究員をも
- 卯月盛夫 - ハノーファー市都市計画局、世田谷区都市デザイン室、世田谷まちづくりセンター所長、早稲田大学教授も
- 丹下健三 - 都市計画の研究・業務に従事。人口密度や交通現象、都市デザイン等の研究を続け、それらの成果を戦後に建築学会で多く発表
- 槇文彦 - セントルイス・ワシントン大学とハーバード大学で都市デザインを講じた。プリンスオブウェールズ都市デザイン賞も受賞
- 神谷宏治 - 大学院に在籍時丹下健三研究室で、建築・都市設計の研究に従事。学部の同級に槇文彦
- 磯崎新 - かつては「都市デザイナー」を標榜していた
- 黒川紀章 -　都市のデザイン実作作品も多数
- 水谷頴介 -　神戸市の沿岸都市計画、ポートアイランドをはじめ、福岡市のシーサイドももちなど。
- 梅沢忠雄 - 日本初の都市設計事務所（UG都市設計）設立
- 佐藤滋 - 新たなまちづくりの仕組みのまちづくり、都市設計・計画に取り組んでいる
- 渡辺定夫 - 日立駅前再開発 「都市デザイン委員会」委員長などや人材育成に尽力
- ラモーン・メハド - バンクーバー都市デザインなどを
- ヒデオ・ササキ - SWA設立者、コロラド大学のキャンパス計画と都市デザイン顧問なども多く歴任
- リチャード・ロジャース (建築家) - グレーター・ロンドン・オーソリティの建築・都市デザイン委員会の議長も務めている
- アルド・ロッシ - ヨーロッパの都市デザインに基づくモダニズムの見解を前進させる立場を
- エルヴィン・バルト - フリードリッヒ・カール広場改造案は、フーゴ・コッホに都市デザインの模範として紹介される
- 西村幸夫 - 東京大学にて[西村・北沢・窪田　都市デザイン研究室]を主宰
- アラン・ジェイコブス（英語版） - サンフランシスコ都市計画局長として
- 池辺陽 - 下関市と宇部市、また戦災復興都市設計競技では渋谷を担当。翌年、別府市の復興都市設計も
- 加藤源 - 都市市計画学会賞（計画設計部門）は、JR花巻駅周辺地区の都市設計で受賞
- 川手昭二 - 都市計画家・都市設計家。建築家。 建築研究者。都市研究家。創設期の日本住宅公団で多摩 ニュータウンや港北ニュータウン建設に携わる
- ジョルジョ・ヴァザーリ - 都市設計家、庭園設計家、祝祭演出家のかたわらで美術家の生涯を扱った『芸術家列伝』を著す
- ポール・ヴィリリオ - 都市設計家のほか、哲学者としても活躍
- ルセリア・タラント・ロドリゲス - 女性都市設計家でグリーン・アーキテクチャーと持続可能性都市を専門